# سامیانگ فود
سامیانگ فود (انگلیسی: Samyang Food) شرکت صنایع غذایی کره‌ای است، که در سال ۱۹۶۱ تأسیس شد.